# Херингтон (Канзас)
Херингтон (енгл. Herington) град је у америчкој савезној држави Канзас.

## Демографија
По попису из 2010. године број становника је 2.526, што је 37 (-1,4%) становника мање него 2000. године.
| Група             | 2000.         | 2010.         |
| Белци             | 2.387 (93,1%) | 2.273 (90,0%) |
| Афроамериканци    | 16 (0,6%)     | 11 (0,4%)     |
| Азијати           | 13 (0,5%)     | 13 (0,5%)     |
| Хиспаноамериканци | 116 (4,5%)    | 145 (5,7%)    |
| Укупно            | 2.563         | 2.526         |